# Club sportif sfaxien (basket-ball)
Pour les articles homonymes, voir Club sportif sfaxien.
Le Club sportif sfaxien est un club de basket-ball tunisien fondé en 1928 à Sfax sous le nom de Club tunisien et renommé en 1962. Il évolue au plus haut niveau national.

## Palmarès
- Championnat de Tunisie féminin (21) : 
  - Vainqueur : 1992, 1997, 1998, 1999, 2001, 2002, 2003, 2004, 2005, 2006, 2007, 2010, 2011, 2012, 2013, 2014, 2015, 2016, 2019, 2024, 2025
- Coupe de Tunisie féminine (7) : 
  - Vainqueur : 1998, 2002, 2005, 2006, 2007, 2009, 2013
- Super Coupe de Tunisie féminine (3) :
  - Vainqueur : 2014, 2018, 2024
- Coupe arabe féminine des clubs champions (2) : 
  - Vainqueur : 1999, 2000

## Staff technique
- Mohamed Amine Ben Rejeb (entraîneur)
- Melek Larguech (assistant)
- Ahmed Bouattour (président de section)
- Ramzi Belhajsalah (responsable)
- Mohamed Amine Ellouze (préparateur physique)

## Effectif
|    | Num. | Nom                | Poste  | Taille (en m) | Date de naissance |
| 1  | 14   | Hiba Kachouri      | Ailier | 1,84          | 11 février 1991   |
| 3  | 13   | Sirine Dridi       | Ailier | 1,83          | 28 mai 1996       |
| 4  | 11   | Siwar Khlifa       | Meneur | 1,75          | 11 janvier 1989   |
| 5  | 7    | Yosra Taktouk      | Meneur | 1,75          | 17 juillet 1995   |
| 6  | 18   | Khouloud Akrout    | Pivot  | 1,86          | 17 février 1995   |
| 7  | 8    | Fatma Mniguir      | Ailier | 1,82          | 25 mars 1994      |
| 8  | 16   | Donia Yengui       | Pivot  | 1,85          | 21 novembre 1995  |
| 9  | 4    | Wafa Torkhani      | Ailier | 1,82          | 10 février 1988   |
| 10 | 10   | Marwa Trabelsi     | Ailier |               | 12 mars 1991      |
| 11 | 12   | Selma Hajji        | Ailier |               | 13 avril 1996     |
| 12 | 15   | Salma Mnasria      | Pivot  |               | 11 octobre 1986   |
| 13 |      | Molka Hmani        | Pivot  |               |                   |
| 14 |      | Hanen Guermiti     | Ailier |               |                   |
| 15 |      | Malek Ben Abdallah | Pivot  |               | 5 septembre 1997  |
| 16 |      | Eya Flis           | Pivot  |               |                   |
| 17 |      | Oumayma El Ghoul   | Meneur |               |                   |
| 19 |      | Islem Arbi         | Ailier |               |                   |
| 20 |      | Emna Hadar         | Ailier |               |                   |
| 21 |      | Farah Mniguir      | Ailier |               |                   |